# 얀 블록하위선

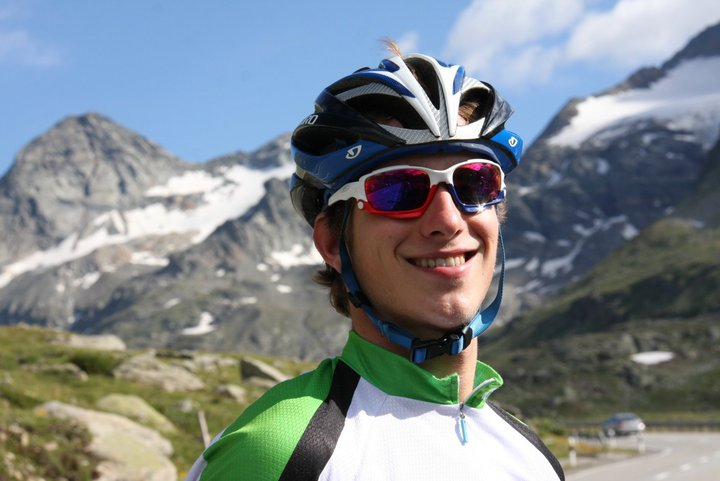

얀 블록하위선(네덜란드어: Jan Blokhuijsen, 1989년 4월 1일~)은 네덜란드의 스피드 스케이팅 선수이다.
2007년에 국가대표로 발탁되어 알크마르에서 열린 유럽 주니어 선수권대회에서 금메달 1개, 은메달 2개, 동메달 3개를 획득했고, 2010 밴쿠버 동계 올림픽에서 팀 추월 동메달을 획득했다. 이후 세계 선수권대회에서 다수의 메달을 획득했고, 2012 헤이렌베인 세계 종목별 선수권대회에서 팀 추월 부문 금메달을 획득하고 2014 유럽 선수권대회에서 종합 우승했다. 같은 해에 소치 동계 올림픽에서 5000m 종목 은메달을 획득하였다.

## 생애

### 어린 시절과 경력
네덜란드 노르트홀란트주에 위치한 자위트스하르바우더 출신으로 어릴 때부터 인라인 스케이트와 스케이트를 타기 시작하여 2001년 3월에 헤이렌베인에서 열린 바이킹 주니어 경주 대회에서 4위를 기록했다. 2004년에는 알크마르에서 열린 네덜란드 주니어 선수권 대회에 출전하여 총점 84.073점으로 12위를 기록했다. 2005년에도 아선에서 열린 네덜란드 주니어 선수권 대회에에 출전했으나 도중에 기권했다. 이듬 해인 2006년에는 아선에서 열린 네덜란드 주니어 스프린트 선수권대회에서 4위에 올랐다.
이듬 해인 2007년에 네덜란드 주니어 국가대표로 발탁되어 네덜란드 알크마르에서 열린 유럽 주니어 선수권대회에 네덜란드 국가대표로 참가하여 5000m 부문에서 7분 07.83초의 기록으로 러시아의 데니스 유스코프의 뒤를 이어 은메달을 획득하였고, 같은 대회의 3000m 종목에서 7분 07.83초의 기록으로 오스트리아의 크리스티안 피흘러와 러시아의 유스코프의 뒤를 이어 동메달을 획득했다. 1500m 종목에서는 1분 57.88초의 기록으로 유스코프의 뒤를 이어 은메달을 목에 걸었고, 리하르트 반 클로스터르와 로버르트 보벤하위스와 함께 출전한 팀 추월 경기에서는 4분 13.21초의 기록으로 러시아와 이탈리아를 누르고 우승했다.
유럽 주니어 선수권대회 이후에는 위트레흐트에서 열린 네덜란드 주니어 올라운드 선수권대회에서 4위에 올랐고, 이탈리아 바셀가 디 피네에서 열린 캐나다, 이탈리아, 독일, 일본, 네덜란드, 미국 6개 국이 참가하는 주니어 컨트리 매치에 네덜란드 국가대표로 참가하여 올라운드 부문에서 총점 114.096점으로 독일의 에리크 라우셴바흐와 미국의 트레버 마시커노를 누르고 금메달을 획득하였고, 슈르트 더 프리스와 팀 룰로프선과 함께 참가한 팀 추월 경기에서는 3분 57.29초의 기록으로 캐나다와 독일을 누르고 우승했다. 이후 오스트리아 인스부르크에서 열린 세계 주니어 올라운드 선수권대회에 네덜란드 국가대표로 참가하여 프리스와 룰로프선과 함께 팀 추월 경기에서 4분 14.69초의 기록으로 독일과 대한민국을 누르고 우승했다. 이후 3월에는 헤이그에서 열린 2007 네덜란드 주니어 스프린트 선수권대회에 참가하여 5위를 기록했다. 같은 해에 블록하위선은 헤이르휘호바르트에 위치한 트리니타스 고등학교를 졸업했다. 2007년 10월에는 헤이렌베인에서 열린 2008 네덜란드 종목별 선수권대회에서 5000m에서 13위를 기록하고, 1500m에서 12위를 기록했다. 그 해 12월에는 독일 인첼에서 열린 네덜란드, 노르웨이, 독일, 스웨덴, 핀란드가 참가하는 컨트리 매치 대회에 네덜란드 주니어 국가대표로 참가하여 500m 경기에서 1분 08.94초의 기록으로 12위를 기록했다. 쿤 페르베이와 렌스 로테베일과 함께 참가한 팀 추월 경기에서는 4분 10.92초의 기록으로 독일과 노르웨이를 누르고 우승했다.